# 布拉托柳比夫卡 (札波羅熱州)
46°58′45″N 35°2′59″E / 46.97917°N 35.04972°E
布拉托柳比夫卡（羅馬化：Bratoliubivka）是位於烏克蘭東南部的村莊，由扎波羅熱州梅利托波爾區的新烏斯佩尼夫卡市鎮負責管轄。該村始建於1945年，面積0.69平方公里，海拔高度73米，2001年人口109，人口密度每平方公里158人。